# Clibanornis
Clibanornis (bladspeurders) is een geslacht van zangvogels uit de familie ovenvogels (Furnariidae).

## Soorten
Het geslacht kent de volgende vijf soorten:
- Clibanornis dendrocolaptoides  – Rietstekelkruin
- Clibanornis erythrocephalus  – Roodkopbladspeurder
- Clibanornis rectirostris  – Dunbekbladspeurder
- Clibanornis rubiginosus  – Rosse bladspeurder
- Clibanornis rufipectus  – Santamartabladspeurder